# إريك لابوينت (لاعب كرة قدم كندية)
إريك لابوينت هو لاعب كرة قدم كندية كندي، ولد في 13 سبتمبر 1974 في مونتريال في كندا.